# モージュ＝シュル＝ロワール
モージュ＝シュル＝ロワール （Mauges-sur-Loire）は、フランス、ペイ・ド・ラ・ロワール地域圏、メーヌ＝エ＝ロワール県のコミューン。

## 歴史
自治体間連合カントン・ド・サン・フロラン・ル・ヴィエイユ（fr）に属する11のコミューン、ボース、ボツ・アン・モージュ、ブルニューフ・アン・モージュ、ラ・シャペル・サン・フロラン、ル・マリレ、ル・メニル・アン・ヴァレ、モンジャン・シュル・ロワール、ラ・ポムレー、サン＝フロラン＝ル＝ヴィエイユ、サン・ローラン・ド・ラ・プレーヌ、サン・ローラン・デュ・モテが合併し、2015年12月15日に創設された。